# マツリセイシロウ
マツリセイシロウ（本名:非公開、1978年2月12日 - ）は、日本の男性漫画家。同人名義としては「赤井コンドル」を使用している。
作画をマツリセイシロウ、ネームを八谷美幸が担当するユニット「sudekuma」でも活動している。

## 来歴
- 第58回少年チャンピオン新人漫画賞（2002年上期）「恋愛道」で奨励賞を受賞。
- 2002年、『週刊少年チャンピオン』浦安増刊号「はっちゃけ電波ちゃん」でデビュー。掲載作「あねこみみ」、「みつゲッツ」など。
- 2007年から2009年まで『週刊少年チャンピオン』で『マイティ♡ハート』を連載。
- 2009年から2010年まで『チャンピオンRED』にて『ひみchuの文子さま』、2011年から2012年まで『リヴォルト・リヴォルバー 〜社畜男子の変身〜』を連載。2014年に『少年☆プリンセス』を連載。
- 2016年10月からWeb版comicoPLUSにて公式連載『LOVE保険』連載。
- 2021年2月、『ゴールデンボーズ』2巻の近況報告で娘の出生を報告。

## 作品リスト
- みつゲッツ（『ヤングチャンピオン』2004年No.15 - 2005年No.5）
- 『マイティ♡ハート』秋田書店〈少年チャンピオン・コミックス〉全7巻（『週刊少年チャンピオン』2007年12 - 15号、40号 - 2009年14号）
- 『ひみChuの文子さま』秋田書店〈チャンピオンREDコミックス〉全3巻（『チャンピオンRED』2009年8月号 - 2011年1月号）
- 『リヴォルト・リヴォルバー 〜社畜男子の変身〜』全2巻（電子書籍のみ）（『チャンピオンRED』2011年12月号 - 2013年1月号）
- 『少年☆プリンセス』秋田書店〈チャンピオンREDコミックス〉全1巻（『チャンピオンRED』2014年3月号 - 2014年7月号）
- 『ゴールデンボーズ』スクウェア・エニックス〈ヤングガンガンコミックス〉全3巻（仏教監修：兎塚クニアキ、『ヤングガンガン』→『マンガUP!』、2020年6月 - 2021年10月）
- 『デスケイプ！』全6巻（電子書籍のみ）（原作：泡光、『comic RiSky』 Vol.24 - Vol.61）
- 『吸血姫は薔薇色の夢をみる』実業之日本社〈ジャルダンコミックス〉全4巻（原作：佐崎一路、キャラクター原案：まりも、『COMICジャルダン』2021年7月 - 2023年6月） - sudekuma名義。
- 『弱者男子と魔法恥女』KADOKAWA〈ドラゴンコミックスエイジ〉既刊1巻（制作：FTops、『月刊ドラゴンエイジ』2025年2月号[2] - 連載中）
  1. 2025年6月9日発売[3][4]、ISBN 978-4-04-075958-6
- 『レベリング・マーダー〜週に一度人を殺さないと自分が死んでしまうので、それならいっそ勧善懲悪しようと思います〜』一二三書房〈ポルカコミックス〉全3巻（原作：シオヤマ琴、制作：FTops） - sudekuma名義。

## アシスタント
- なつみん
- サイトウミチ
- 伊藤正臣